# AVP (Atlantic Vantage Point)
 (avril 2025).
Motif : Pas de sources en dehors du site officiel
- Archive Wikiwix
- Bing
- Cairn
- DuckDuckGo
- E. Universalis
- Gallica
- Google
- G. Books
- G. News
- G. Scholar
- Persée
- Qwant
- (zh) Baidu
- (ru) Yandex

| 1. | Préciser le motif de la pose du bandeau. | Précisez le motif de la pose du bandeau en utilisant la syntaxe suivante : {{admissibilité à vérifier\|date=mai 2025\|motif=remplacez ce texte par le motif}}                                     |
| 2. | Informer les utilisateurs concernés.     | Pensez à avertir le créateur de l'article, par exemple, en insérant le code ci-dessous sur sa page de discussion : {{subst:avertissement admissibilité à vérifier\|AVP (Atlantic Vantage Point)}} |

 (avril 2025).
L'article doit être relu — et modifié si nécessaire — par des contributeurs indépendants pour apporter un regard critique aux contributions effectuées en violation des conditions d'utilisation de Wikipédia, tant sur la forme (notamment concernant le style encyclopédique, la proportionnalité) que sur le fond (la neutralité de point de vue, la qualité et l'indépendance des sources).
 (avril 2025).
Si vous disposez d'ouvrages ou d'articles de référence ou si vous connaissez des sites web de qualité traitant du thème abordé ici, merci de compléter l'article en donnant les références utiles à sa vérifiabilité et en les liant à la section « Notes et références ».
 (avril 2025).
La mise en forme du texte ne suit pas les recommandations de Wikipédia : il faut le « wikifier ».
Les points d'amélioration suivants sont les cas les plus fréquents :
- Les titres sont pré-formatés par le logiciel. Ils ne sont ni en capitales, ni en gras.
- Le texte ne doit pas être écrit en capitales (les noms de famille non plus), ni en gras, ni en italique, ni en « petit »…
- Le gras n'est utilisé que pour surligner le titre de l'article dans l'introduction, une seule fois.
- L'italique est rarement utilisé : mots en langue étrangère, titres d'œuvres, noms de bateaux, etc.
- Les citations ne sont pas en italique mais en corps de texte normal. Elles sont entourées par des guillemets français : « et ».
- Les listes à puces sont à éviter, des paragraphes rédigés étant largement préférés. Les tableaux sont à réserver à la présentation de données structurées (résultats, etc.).
- Les appels de note de bas de page (petits chiffres en exposant, introduits par l'outil «  Source ») sont à placer entre la fin de phrase et le point final[comme ça].
- Les liens internes (vers d'autres articles de Wikipédia) sont à choisir avec parcimonie. Créez des liens vers des articles approfondissant le sujet. Les termes génériques sans rapport avec le sujet sont à éviter, ainsi que les répétitions de liens vers un même terme.
- Les liens externes sont à placer uniquement dans une section « Liens externes », à la fin de l'article. Ces liens sont à choisir avec parcimonie suivant les règles définies. Si un lien sert de source à l'article, son insertion dans le texte est à faire par les notes de bas de page.
- La présentation des références doit suivre les conventions bibliographiques. Il est recommandé d'utiliser les modèles {{Ouvrage}}, {{Chapitre}}, {{Article}}, {{Lien web}} et/ou {{Bibliographie}}. Le mode d'édition visuel peut mettre en forme automatiquement les références.
- Insérer une infobox (cadre d'informations à droite) n'est pas obligatoire pour parachever la mise en page.

Pour une aide détaillée, merci de consulter Aide:Wikification.
Si vous pensez que ces points ont été résolus, vous pouvez retirer ce bandeau et améliorer la mise en forme d'un autre article.
 (avril 2025).
Pour les articles homonymes, voir AVP.
AVP (Atlantic Vantage Point), anciennement AXA Venture Partners, est une société d’investissement indépendante créée en 2016. Elle est spécialisée dans le financement de sociétés technologiques à forte croissance, principalement en Europe et en Amérique du Nord. La société gère plus de 2,5 milliards d’euros d’actifs à travers quatre grandes stratégies : capital-risque (venture), early growth, Growth et fonds de fonds.

## Historique
En 2016, le groupe AXA soutient l’idée et la création d’un fonds d’investissement dans la tech et nous donne dès le début les moyens nécessaires pour avancer et lancer cette nouvelle activité. Cette période initiale débutera sous le nom d’AXA Strategic Ventures avec au départ une activité de Venture aux US et en France. En 2017, l’activité se développe et de nouvelles stratégies sont successivement lancées : l’Early Growth puis l’activité fonds de fonds. En 2024, c’est la stratégie Growth qui est mise sur le marché avec une ambition forte sur ce segment (sociétés Pre-IPO en Europe et en Amérique du Nord).
En août 2024, à la suite de la cession par AXA de sa filiale de gestion d’actifs à BNP Paribas, l’équipe dirigeante d’AVP rachète les 70 % de parts détenues par AXA, rendant la société indépendante. Ce changement de gouvernance est accompagné d’un rebranding sous le nom AVP (Atlantic Vantage Point).

## Stratégie d’investissement
AVP adopte une approche multi-étapes en investissant dans des entreprises technologiques à fort potentiel de croissance à différents stades de développement. Les principaux secteurs ciblés sont :
- logiciels d’entreprise (Enterprise Software) ;
- Fintech ;
- santé numérique (Digital Health) ;
- cybersécurité ;
- technologies grand public (Consumer Tech).

AVP investit à travers plusieurs fonds spécialisés, et complète son approche par des investissements dans des fonds de capital-risque via sa stratégie de fonds de fonds.

## Accompagnement stratégique
Au-delà du capital, AVP propose un accompagnement stratégique aux entreprises de son portefeuille à travers une équipe dédiée (Portfolio Expansion Team)
- Accès privilégié à un réseau de plus de 120 corporates
- Accompagnement à l’expansion internationale
- Réseau AVP : entrepreneurs, investisseurs et conseillers stratégiques
- Visibilité renforcée (événements, conférences, webinaires)

## Portefeuille
Depuis sa création, AVP a investi dans plus de 60 entreprises technologiques ainsi que dans plus de 60 fonds via sa stratégie de fonds de fonds. 

## Structure et gouvernance
Depuis 2024, AVP fonctionne de manière indépendante. La société reste dirigée par son équipe fondatrice, disposant d’une forte expertise en capital-risque, private equity et technologies. Bien qu’indépendante, elle conserve des liens forts avec AXA.
L'équipe est composée de 60 personnes réparties entre New York, Londres et Paris.

## Implantation
Atlantic Vantage Point a son siège social à Paris, avec des bureaux à Londres et New York.